# Sensibilitat no celíaca al gluten
La sensibilitat al gluten no celíaca o sensibilitat no celíaca al gluten (SNCG) estaria definida com "una entitat clínica induïda per la ingestió de gluten que condueix a símptomes intestinals i/o extraintestinals que milloren una vegada que els aliments que contenen gluten s'eliminen de la dieta, i s'han exclòs la malaltia celíaca i l'al·lèrgia al blat".
L'SNCG s'inclouria en l'espectre dels trastorns relacionats amb el gluten. La definició i els criteris diagnòstics de la sensibilitat al gluten no celíac van ser debatuts i establerts per tres conferències de consens.
No esta establerta la patogènesi de l'SNCG, semblaria implicada l'activació del sistema immunitari innat, els efectes citotòxics directes del gluten i probablement d'altres components del blat. Hi hauria proves de que no només la gliadina (el principal antigen citotòxic del gluten), sinó també altres proteïnes anomenades ATIs, presents en els cereals que contenen gluten (blat, sègol, ordi i els seus derivats), poden tenir un paper en el desenvolupament dels símptomes. Els ATI són activadors potents del sistema immunitari innat. Els FODMAP, especialment els fructans, són presents en petites quantitats en grans que contenen gluten i s'han identificat com a possible causa d'alguns símptomes gastrointestinals en pacients amb SNCG. A partir de 2019, les revisions han conclòs que, tot i que els FODMAP poden tenir un paper en l'SNCG, només expliquen certs símptomes gastrointestinals, com la inflor, però no els símptomes extradigestius que podrien desenvolupar les persones amb SNCG.
Per aquestes raons, l'SNCG és una afecció clínica controvertida i alguns autors la qüestionen. S'ha suggerit que "sensibilitat no celíaca al blat" és un terme més adequat, sense oblidar que altres cereals que contenen gluten estarien implicats en el desenvolupament de símptomes.
L'SNCG seria la síndrome més freqüent de trastorns relacionats amb el gluten amb taxes de prevalença entre el 0,5% i el 13% en la població general. Com que no hi ha cap biomarcador per diagnosticar aquesta afecció, el seu diagnòstic s'hauria de fer mitjançant l'exclusió d'altres trastorns relacionats amb el gluten, és a dir, excloent la malaltia celíaca i l'al·lèrgia al blat. Moltes persones no han estat "diagnosticades" seguint criteris estrictes i hi ha un "component de moda" del recent augment de popularitat de la dieta sense gluten, que condueix al debat sobre les evidències d'aquesta afecció, la seva relació amb la malaltia celíaca i síndrome de l'intestí irritable. Les persones amb possible sensibilitat al gluten no celíac romanen habitualment a la terra de ningú, sense que els especialistes les reconeguin. La majoria d'aquestes persones tenen un llarg historial de queixes de salut i consultes fallides amb nombrosos metges, i aquest és el motiu pel qual moltes d'elles acaben recorrent a una dieta sense gluten i a un autodiagnòstic de la sensibilitat al gluten.